# 34855 Annaspektor
34855 Annaspektor è un asteroide della fascia principale. Scoperto nel 2001, presenta un'orbita caratterizzata da un semiasse maggiore pari a 2,2922464 au e da un'eccentricità di 0,1531578, inclinata di 6,48785° rispetto all'eclittica.